# Instruction Level Parallelism
Instruction Level Parallelism (ILP) – parametr dotyczący oprogramowania, który mówi o tym jaka część z operacji zawartych w kodzie może być wykonana równolegle. ILP może być wartością czysto teoretyczna, w której dany programy analizowany jest tak jakby był uruchamiany na maszynie o nieskończonej liczbie zasobów. To znaczy nie są brane pod uwagę inne programy i braki ograniczonych zasobów typu rejestry. ILP może być również traktowane jako średnia liczba instrukcji faktycznie wykonywanych równolegle i mówi się wówczas o metodach zwiększania ILP.

## Obliczenia ILP
W dosyć prostym przypadku można wyobrazić sobie taki program:
```
int
 
ab
 
=
 
a
 
+
 
b
;

int
 
cd
 
=
 
c
 
-
 
d
;

int
 
wynik
 
=
 
ab
 
*
 
cd
;

```

W tym wypadku obliczenie wartości ab nie zależy od obliczenia cd i można je wykonać równolegle. Mamy zatem dwa polecenia wykonane w jednej jednostce czasu i trzecią, która wykonana zostanie w drugiej jednostce. Czyli ILP wynosi 3 / 2 = 1½.
Można też rozpatrywać to na zasadzie budowania grafu zależności konsumentów i producentów. Zmienna wynik jest konsumentem, który jest połączony z dwoma producentami (graf jest literą V). ILP jest średnią szerokości takiego grafu: (2 + 1) / 2 = 1½.

## Praktyczne zastosowanie
W praktyce badanie ILP może być stosowane do przyśpieszenia wykonania programu w procesorach umożliwiających przetwarzanie potokowe. Problem jest jednak zarówno identyfikacja niezależnych wątków, jak i synchronizacja wątków, które muszą dać wspólny wynik.